# Парафрения
Парафренията е състояние, което се проявява в протичането на шизофренията. Това е един от добре разпознаваемите типове шизофрения, с който често се идентифицират всички болни.
Понятието парафрения е въведено от немския психиатър Карл Калбаум през 1868 г. В. Манян описва парафренията като стадий от развитието на шизофренната психоза под наименованието „прогресивна системна налудност“.
Емил Крепелин настоява за самостоятелността на парафренията в класификацията на душевните болести (1892). Той описва четири основни форми:
- експанзивна (доминирана от маниен афект),
- конфабулаторна (в клиничната картина преобладават мегаломанни измислици),
- фантастна (водещи са налудностите за величие),
- системна (с оформяне на систематизирани налудни идеи).

Крепелиновата концепция е предмет на продължила десетилетия наред дискусия сред психиатрите. Едва в 1980 г. на основата на обобщения от него огромен клиничен и статистически материал, българският психиатър Стоян Стоянов доказва връзката на парафренния синдом с протичането на шизофренията. Той обособява следните етапи на синдромообразуването:
- параноидно-парафренен,
- псевдохалюцинаторно-парафренен и конфабулаторно-парафренен при непрекъснато и шубообразно протичане на шизофренията,
- онейроидно-афективно-парафренен и онейроидно-кататонно-парафренен при периодичното протичане на болестта.[2] Със своите проучвания С. Стоянов показва, че парафренията няма място на самостоятелна нозологична единица в психиатричните класификации.